# Воровка (фильм, 1966)
«Воровка» (фр. La voleuse) — чёрно-белый художественный фильм франко-германского производства 1966 года режиссёра Жана Шапо. Главные роли в фильме исполнили Роми Шнайдер и Мишель Пикколи.

## Сюжет
Юлия и Вернер Кройцы, бездетная супружеская пара со средним достатком, проживают в Западном Берлине. В 19 лет Юлия родила ребёнка, которого спустя восемь дней отдала на воспитание в другую семью. Мальчик Карло в течение шести лет воспитывался в семье Костровица, польского рабочего прокатного завода в Оберхаузене. Внезапно Юлия вспоминает о покинутом ребёнке и разыскивает его. Она следит за сыном по дороге в школу, приносит ему подарки и пытается установить контакт с приёмными родителями. Муж Юлии Вернер несколько раз удерживает её от этих поездок в Оберхаузен, останавливает её на вокзале, запирает в квартире, но всё это не даёт никакого результата. Их брак трещит по швам.
По закону Юлия имеет полное право вернуть себе ребёнка, поскольку усыновление Карло не было оформлено в надлежащем порядке. Костровиц упрямо не соглашается с этими фактами. Однажды Юлия увозит Карло из бассейна к себе домой в Берлин. Разгневанный Костровиц врывается в квартиру Кройцев и забирает приёмного сына. По возвращении в Оберхаузен приёмный отец оказывается в полиции, а ребёнка возвращают Кройцам. Костровиц осознаёт безвыходность своего положения и забирается на высотную заводскую трубу, откуда заявляет, что спрыгнет с неё, если ему не вернут ребёнка до шести часов утра следующего дня. Акция отчаявшегося отца оказывается в центре внимания общественности, которая встаёт на сторону Костровица. Юлия отчаянно сопротивляется оказываемому на неё давлению. В конце концов от Юлии отворачивается даже её муж. Решение вернуть ребёнка даётся Юлии очень сложно.

## В ролях
- Роми Шнайдер — Юлия Кройц
- Мишель Пикколи — Вернер Кройц
- Ханс Кристиан Блех — Радек Костровиц